# HMS Falmouth (1693)
Pour les autres navires du même nom, voir HMS Falmouth.
Le HMS Falmouth était un navire de ligne de 50 canons de quatrième rang construit pour la Royal Navy dans les années 1690. Le navire a participé à plusieurs batailles durant la guerre de neuf ans de 1688–1697 et la guerre de succession d'Espagne (1701–1715), y compris l'action d'août 1702. Il a été capturé par les Français en 1704.

## Description
Le  Falmouth  avait une longueur de pont de 124 pieds (37,8 m) et 101 pieds (30,8 m) de quille.
Il avait 33 pieds (10,1 m) de large, et une profondeur de cale de 13 pieds (4 m). Le tonnage du navire était de 610  63 ⁄ 94  tonneaux burthen. Les archives de l'armement original du Falmouth n'ont pas survécu, mais l'un de ses navires jumeaux était armé de 21 couleuvrines, 18 canons de huit livres et 10 minions tandis qu'un autre avait 22 canons de 12 livres, 22 canons de six livres et 6 minions en 1696. En 1703, son armement comprenait 22 canons de 12 livres sur le pont inférieur et 22 canons de six livres sur le pont supérieur. Sur le quarterdeck, il y avait 8 canons de six livres avec une autre paire sur le château de devant. Le navire avait un équipage de 160 à 230 officiers et hommes d'équipage.

## Construction et carrière
Falmouth était le deuxième navire de la Royal Navy à être nommé d'après le port de Falmouth, Cornouailles. Le navire fut commandé le 1er janvier 1693 et sa construction confiée à Edward Snelgrove à Limehouse. Le navire a été lancé le 25 juin 1693 et mis en service la même année.
Le navire a pris part à l’action d’août 1702. les quatrième et cinquième jours de la bataille l'ont vu participer aux attaques de l’amiral John Benbow alors que d’autres membres de l’escadron n’y parvenaient pas. Le 4 août 1704, il fut attaqué par deux corsaires français. S'est produit un échange de tirs vigoureux au cours duquel le capitaine du Falmouth, Thomas Kenney, a été tué. Le  Falmouth  s'est alors rendu aux Français.
Il a fait naufrage en 1706.